# Bezas
Bezas – gmina w Hiszpanii, w prowincji Teruel, w Aragonii, o powierzchni 26,32 km². W 2011 roku gmina liczyła 78 mieszkańców.